# Carduòidies
Carduoideae és una subfamília de la família de les asteràcies. Comprèn un gran nombre de tribus en diverses circumscripcions de la família, afegint les Cynareae.
El sistema Takhtajan, segons Reveal, inclou 10 tribus afegint la Cynareae: Arctotideae, Barnadesieae, Carlineae, Cichorieae, Echinopseae, Eremothamneae, Gundelieae, Liabeae, Mutisieae, i Vernonieae. D'aquestes onze, Thorne està d'acord amb 7 en la seva taxonomia en 8 tribus de les Carduoideae, posant les tribus Cardueae (Cynareae), a més d'Arctotideae, Cichorieae, Eremothamneae, Liabeae, Mutisieae, i Vernonieae dins la subfamília, a més de les Tarchonantheae. La classificació de Panero i Funk de (filogenètica basada en els gens del cloroplast posa només tres tribus en la subfamília: les Cynareae, a més de Dicomeae (creada per Panero i Funk, consta de Dicoma, Erythrocephalum, Gladiopappus, Macledium, Cloiselia, Pasaccardoa, i Pleiotaxis), i Tarchonantheae (Tarchonanthus a més de Brachylaena).
 El gènere Oldenburgia pot estar dins la subfamília però les dades no són concloentse. El sistema Takhtajan divideix les Asteraceae només en dos subfamílies, les Asteroideae afegint-hi Carduoideae, mentre que Thorne afegeix la subfamília basal i monofilètica, Barnadesioideae. La recent filogènia de Panero i Funk divideix les Asteraceae en 11 subfamílies.